# AEW Homecoming
AEW Homecoming is een professioneel worstelevenement dat georganiseerd wordt door de Amerikaanse worstelorganisatie All Elite Wrestling (AEW). Het evenement wordt geproduceerd als een speciale aflevering van AEW's belangrijkste televisieprogramma, AEW Dynamite. De titel van het evenement, opgericht door de organisatie in 2020, is een verwijzing naar het feit dat het evenement wordt gehouden op de thuisbasis van AEW, Daily's Place in Jacksonville, Florida. Vanwege de COVID-19-pandemie moest de overgrote meerderheid van de shows van de organisatie worden gehouden in Daily's Place van maart 2020 tot juni 2021, maar deze worden vanwege de omstandigheden niet meegeteld als evenementen van Homecoming.

## Evenementen
| Evenement       | Datum           | Stad                  | Locatie       | Main Event                                                                                  |
| --------------- | --------------- | --------------------- | ------------- | ------------------------------------------------------------------------------------------- |
| Homecoming 2020 | 1 januari 2021  | Jacksonville, Florida | Daily's Place | The Elite (Kenny Omega, Matt & Jackson) vs. Pac & Lucha Brothers (Pentagón Jr. & Rey Fénix) |
| Homecoming 2021 | 4 augustus 2021 | Jacksonville, Florida | Daily's Place | N.T.B.                                                                                      |